# Kościół Najświętszej Maryi Panny Królowej w Gromniku
Kościół Najświętszej Maryi Panny w Gromniku – rzymskokatolicki kościół parafialny, znajdujący się w miejscowości Gromnik, należącej do powiatu tarnowskiego województwa małopolskiego.

## Historia
Kościół został zbudowany w latach 1983-1991 według projektu architekta Zbigniewa Zjawina. Projekt głównego ołtarza wykonał Waldemar Wesołowski. Kamień węgielny, poświęcony 22 czerwca 1989 przez papieża Jana Pawła II w Krakowie, wmurował 6 maja 1984 biskup tarnowski Jerzy Ablewicz. Nowo wybudowaną świątynię konsekrował 6 października 1991 biskup Józef Życiński. 